# Jan-Erik Olsson
Jan-Erik "Janne" Olsson (Ekeby, Suecia, 1941) es un criminal sueco. Fue el principal autor del robo de Norrmalmstorg en Estocolmo en 1973, famoso por dar nombre al llamado "síndrome de Estocolmo".

## Biografía

### Prisión en Kalmar
Olofsson era un reincidente que había cometido varios robos a mano armada y actos de violencia, el primero a la edad de 16 años. A principios de la década de 1970 conoció al criminal Clark Olofsson en el centro penitenciario de Kalmar, y ambos se hicieron amigos. Olsson estaba fascinado por el pasado criminal de Olofsson como ladrón de bancos. Después de que Olsson se fugase de prisión durante un permiso, trató de rescatar a Clark Olofsson el 7 de enero de 1973, intentando volar la pared con dinamita que había introducido de contrabando anteriormente. Olsson se sentó en un auto afuera durante el intento. Sin embargo, Olofsson no pudo detonar la dinamita, lo que provocó que el intento de rescate fracasara.

### Atraco de Norrmalmstorg
Olsson fue el principal culpable del robo de Norrmalmstorg en Estocolmo, acontecido del 23 al 28 de agosto de 1973. El 23 de agosto de 1973, estaba dentro de la tienda Pressbyrån en el centro de Estocolmo, donde se puso una máscara. Luego ingresó al Kreditbanken con una metralleta debajo de su chaqueta y tomó como rehenes a cuatro personas, exigiendo que le trajeran a Clark Olofsson junto con 3 millones de coronas suecas. Durante el robo, Olsson disparó varias veces a la policía, hiriendo a un oficial en la mano y a otro en la cara y los brazos. Habló dos veces con el primer ministro sueco Olof Palme. El robo terminó el 28 de agosto, después de que la policía desplegara gas. Tanto Olsson como los rehenes y Clark Olofsson salieron ilesos durante la intervención. Olsson fue sentenciado a diez años de prisión; fue puesto en libertad a principios de la década de 1980.
Desde el robo, Olsson no ha sido condenado por ningún otro delito. Vivió en Tailandia durante 15 años con su esposa e hijo, donde tenían un supermercado. Desde entonces ha regresado a Helsingborg, donde ha operado un taller de reparación de automóviles y ahora está jubilado. Olsson ha mostrado remordimiento por sus acciones como delincuente habitual y se ha disculpado abiertamente por la situación de los rehenes en Norrmalmstorg.